# Clemente Ganz Lúcio
Clemente Ganz Lúcio é professor universitário e sociólogo. Foi diretor técnico (2004 - 2020) do Departamento Intersindical de Estatística e Estudos Socioeconômicos (DIEESE).
Foi membro do Conselho de Desenvolvimento Econômico e Social (2004 - 2018) e atuou no Comitê Gestor.